# Abakar Sylla
Abakar Sylla, né le 25 décembre 2002 à Yamoussoukro, est un footballeur international ivoirien qui évolue au poste de défenseur central au RC Strasbourg.

## Biographie
Abakar Sylla est originaire de Yamoussoukro en Côte d'Ivoire, où il a notamment commencé à jouer au foot avant d'arriver en Belgique.

### Carrière en club
Arrivé au Club NXT — la réserve de Bruges — à l'été 2021 en provenance du club ivoirien de la SO Armée,, Abakar Sylla fait ses débuts en équipe première le 11 mai 2022, lors d'une victoire 1-0 à domicile contre l'Union Saint-Gilloise au Stade Jan Breydel, dernier match d'une Pro League remportée par les Brugeois,.
Promu en équipe première lors de la saison suivante, Sylla cumule les titularisations en défense centrale en championnat — il pousse notamment l'international belge Dedryck Boyata sur le banc —, se voyant récompensé par une prolongation de contrat jusqu'à l'été 2026.
Encadré dans l'équipe par des joueurs expérimentés comme Simon Mignolet, Abakar Sylla fait ses débuts en Ligue des champions le 7 septembre 2022, titularisé lors du match de poule du Club Bruges KV contre le Bayer Leverkusen. Pour ce premier match européen, le jeune défenseur ivoirien est l'auteur d'une performance remarquée, autant en défense qu'en attaque. Buteur, il permet aux siens de l'emporter 1-0 pour cette victoire contre le club allemand titré en Europe,, dont il est élu homme du match,.

### RC Strasbourg (depuis 2023)
En juillet 2023, il s'engage avec le RC Strasbourg pour cinq saisons et le montant du transfert s'élève à 20M€.

## Style de jeu
Défenseur central gaucher Abakar Sylla est décrit comme un joueur serein à la relance, fort dans les duels, brillant surtout par son sens de l'interception et du timing dans l'intervention.
Il est notamment comparé à Odilon Kossounou lors de son arrivée à Bruges, surtout pour son parcours et ses origines,.

## Statistiques
| Saison                | Club                  | Championnat           | Championnat | Championnat | Championnat | Coupe(s) nationale(s) | Coupe(s) nationale(s) | Coupe(s) nationale(s) | Compétition(s) continentale(s) | Compétition(s) continentale(s) | Compétition(s) continentale(s) | Compétition(s) continentale(s) | Autres compétitions | Autres compétitions | Autres compétitions | Autres compétitions | Total | Total | Total |
| Saison                | Club                  | Division              | M.          | B.          | P.d.        | M.                    | B.                    | P.d.                  | Comp.                          | M.                             | B.                             | P.d.                           | Comp.               | M.                  | B.                  | P.d.                | M.    | B.    | P.d.  |
| 2021-2022             | Club Bruges KV        | Division 1A           | -           | -           | -           | -                     | -                     | -                     | -                              | -                              | -                              | -                              | PO1                 | 1                   | 0                   | 0                   | 1     | 0     | 0     |
| 2022-2023             | Club Bruges KV        | Division 1A           | 17          | 0           | 0           | 1                     | 0                     | 0                     | C1                             | 6                              | 1                              | 0                              | PO1                 | 3                   | 0                   | 1                   | 27    | 1     | 1     |
| Sous-total            | Sous-total            | Sous-total            | 17          | 0           | 0           | 1                     | 0                     | 0                     | -                              | 6                              | 1                              | 0                              | -                   | 4                   | 0                   | 1                   | 28    | 1     | 1     |
| 2023-2024             | RC Strasbourg         | Ligue 1               | 22          | 2           | 0           | 3                     | 1                     | 0                     | -                              | -                              | -                              | -                              | -                   | -                   | -                   | -                   | 25    | 3     | 0     |
| 2024-2025             | RC Strasbourg         | Ligue 1               | 21          | 1           | 0           | 3                     | 0                     | 0                     | -                              | -                              | -                              | -                              | -                   | -                   | -                   | -                   | 24    | 1     | 0     |
| Sous-total            | Sous-total            | Sous-total            | 43          | 3           | 0           | 6                     | 1                     | 0                     | -                              | -                              | -                              | -                              | -                   | -                   | -                   | -                   | 49    | 4     | 0     |
| Total sur la carrière | Total sur la carrière | Total sur la carrière | 60          | 3           | 0           | 7                     | 1                     | 0                     | -                              | 6                              | 1                              | 0                              | -                   | 4                   | 0                   | 1                   | 77    | 5     | 1     |

### En sélection nationale
| Saison                | Sélection             | Phases finales        | Phases finales | Phases finales | Éliminatoires | Éliminatoires | Matchs amicaux | Matchs amicaux | Total | Total |
| Saison                | Sélection             | Compétition           | M              | B              | M             | B             | M              | B              | M     | B     |
| --------------------- | --------------------- | --------------------- | -------------- | -------------- | ------------- | ------------- | -------------- | -------------- | ----- | ----- |
| 2022-2023             | Côte d'Ivoire         | -                     | -              | -              | 2             | 0             | 3              | 0              | 5     | 0     |
| 2023-2024             | Côte d'Ivoire         | -                     | -              | -              | -             | -             | 1              | 0              | 1     | 0     |
| Total sur la carrière | Total sur la carrière | Total sur la carrière | -              | -              | 2             | 0             | 4              | 0              | 6     | 0     |

## Palmarès
| Club Bruges - Championnat de Belgique (1) - Champion en 2022 |